# Deutsche Botschaft San Salvador
Die Deutsche Botschaft San Salvador ist die diplomatische Vertretung der Bundesrepublik Deutschland in der Republik El Salvador. Der Leiter der Botschaft ist auch Beobachter der Bundesrepublik Deutschland bei dem Zentralamerikanischen Integrationssystem (SICA).

## Lage
Die Kanzlei der Botschaft befindet sich im Stadtteil Colonia Escalon im Westen des Zentrums der salvadorianischen Hauptstadt San Salvador. Die Straßenadresse lautet: 7a Calle Poniente 3972, esq. 77a Av. Norte, Colonia Escalon, San Salvador.

## Auftrag und Organisation
Die Botschaft San Salvador hat den Auftrag, die deutsch-salvadorianischen Beziehungen zu pflegen, die deutschen Interessen gegenüber der Regierung von El Salvador zu vertreten und die Bundesregierung über Entwicklungen in El Salvador zu unterrichten.
In der Botschaft bestehen die Arbeitsbereiche Politik, Wirtschaft sowie Kultur und Bildung.
Das Referat für Rechts- und Konsularaufgaben der Botschaft bietet deutschen Staatsangehörigen alle konsularischen Dienstleistungen und Hilfe in Notfällen an. Der konsularische Amtsbezirk der Botschaft umfasst ganz El Salvador. Die Visastelle erteilt Einreisegenehmigungen für in El Salvador wohnhafte Bürger dritter Staaten. Salvadorianische Staatsangehörige benötigen kein Visum für einen Aufenthalt von bis zu 90 Tagen (ohne Aufnahme einer Erwerbstätigkeit) im Schengen-Raum.

## Geschichte
Die Bundesrepublik Deutschland richtete am 7. Oktober 1952 eine Gesandtschaft in San Salvador ein, die am 23. Dezember 1954 in eine Botschaft umgewandelt wurde.
Die DDR und El Salvador unterhielten keine diplomatischen Beziehungen.